# Hexabiblosz
A Hexabiblosz (magyarul Hatos könyv) a bizánci feudális jog egyik forrása, melyet  Harmenopulosz szaloniki jogász állított össze 1345-ben. Alapjául a Corpus Iuris Civilis görögre fordított változata, a Baszilika (újgörögül: Vasziliká) szolgált, amit a 9. századtól kezdve láttak el kommentárokkal. A mű széles körben elterjedt a Bizánci Birodalom területén, alkalmazást nyert még a Bizánctól távol első Havasalföld és Moldova joggyakorlatában is. A 14. századtól kezdve kéziratos másolatai nagy számban terjedtek birodalom szerte. A Hexabiblosz első középkori nyomtatott kiadása Dionysius Gothofredus nevéhez fűződik. A hatása a 20. századig jelentős volt, Görögországban a polgári törvénykönyv 1940-es elfogadásáig a jog alapját képezte.